# Fernando Bellver
Fernando Bellver (* 26. Oktober 1954 in Madrid) ist ein spanischer Maler und Vertreter der figurativen Kunst in Spanien.

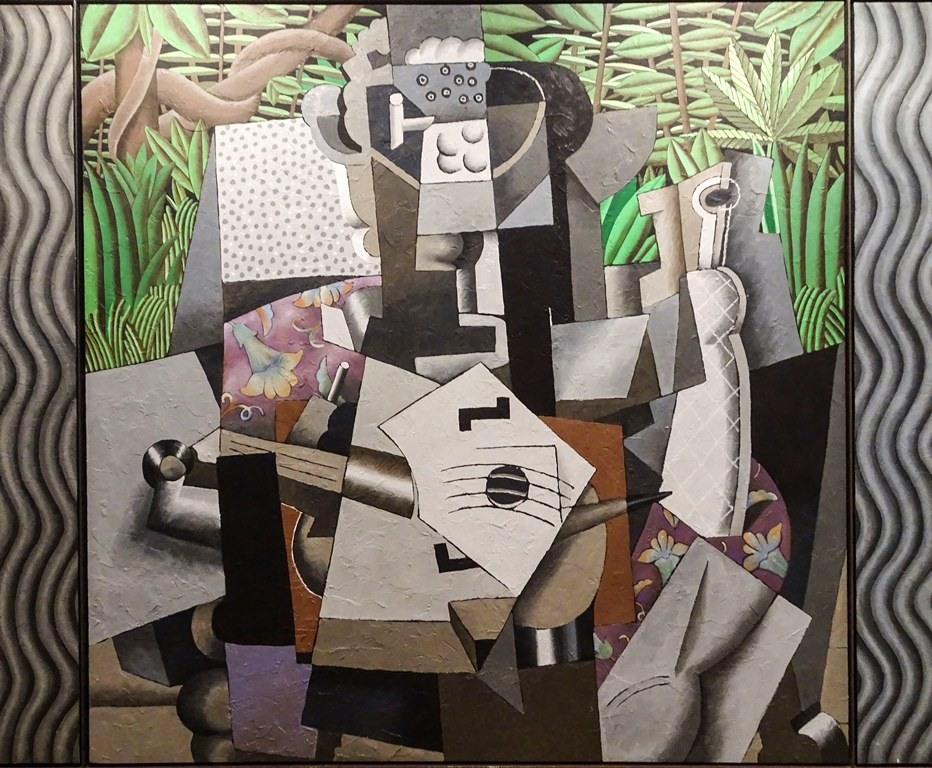
Fernando Bellver Natura Morta 1990

Sohn von Felix Bellver Cardin und Maria Luisa Chango Leniz, ist er der jüngste von vier Kindern. Neffe des Bildhauers Ricardo Bellver (Autor der Skulptur "Angel Caido") und
Enkel des Bildhauers Francisco Bellver y Collazos, stammt er aus einer Familie, die seit dem 13. Jahrhundert Bildhauer und Holzschnitzer stellt und aus dem katalanischen Dorf
Bellver in verschiedenen Etappen nach Madrid kommt, um dort nach dem Tod Goyas die Akademie von San Fernando zu leiten.
Im Jahre 1967, mit 13 Jahren, kommt er an die "Escuela de Artes y Oficios de Madrid" (Schule für Kunst und Handwerk in Madrid), in der er 5 Jahre lang Zeichnung und Bildhauerei erlernt.
1972 macht er seine erste Ausstellung in der Madrider Buchhandlung Antonio Machado.
Er arbeitet als Zeichner für die Verlage Bruño, Mondadori, Santillana und Anaya und entwirft Filmplakate und Alben.
Im Jahr 1975 heiratet er Angeles Perez Gomez.
Im Jahre 1976 lernt er in der Werkstatt von Dimitri Papageorgio die Technik der Radierung, des Weiteren lernt er Gonzalo Cabo de la Sierra, Direktor der Galerie Esti_Arte (Madrid), kennen. Mit dessen Zusammenarbeit entstehen verschiedene Einzelausstellungen und ermöglichen die stetige Präsenz auf der Kunstmesse "Arco" ab dem Jahre 1982.
Das norwegische Außenministerium zahlt ihm ein Stipendium, um im "Nord Atelier" mit Anne Breivik zu arbeiten.
Im Jahr 1982 wird er zum "Sustituto" (Stellvertreter) der Akademie de España in Rom ernannt.
Im Jahr 1982 wechselt er zur Galerie Fefa Seiquer (Madrid), im Jahr 1988 zur bekannten Galerie Juana Mordó (Madrid), die
mit ihm verschiedene Ausstellungen durchführt und ihm die Teilnahme an verschiedensten nationalen und internationalen Messen ermöglicht.
Danach arbeitet er mit der Galerie Max Estrella de Madrid zusammen.
Zusammen mit seiner Frau Angeles Perez, Fructuoso Moreno und Arturo G.Armada gründet er 1982 seine eigene Druckerwerkstatt "Mayor 28", die Adresse ebendieser als Name.
Hier arbeiteten bekannte Künstler wie Rafael Canogar, Francisco Farreras, Joan Miró, Manuel Rivera, Lucio Muñoz, Amadeo Gabino, José Guerrero,
Martín Chirino, Jaume Plensa, Andrés Nagel, Dis Berlin, Albert Rafols-Casamada, Joan Hernández Pijuan, Guillermo Perez Villalta, Juan Genovés, Pelayo Ortega, Hernán Cortés Moreno, Luis Eduardo Aute, Eduardo Arroyo.
Des Weiteren werden hier Ausstellungen ebendieser durchgeführt, wie auch von den Fotografen Isabel Muñoz, Chema Madoz und Rafael Lobato.
Mayor 28 gründet auch verschiedene Druckerwerkstätten in verschiedenen Teilen der Welt, wie in Los Llanos und der Stadt San Fernando in Venezuela.
Im Jahr 1985 wird er zum Art Festival in Tokio eingeladen und wird Professor an der Universität von Texas in Austin.
Im Jahr 1988 beginnt er seine Zusammenarbeit mit der Galerie "Sala Conca" de Tenerife.
1991 wird er von der ägyptischen Regierung beauftragt, eine Suite für die Expo 92 zu erstellen.
Zur Expo 2000 in Hannover erstellt er die Installation "ZU".
Mit dem Tod von Arturo G. Navy im Jahre 2010 schließt er die Druckerwerkstatt und gründet in Zusammenarbeit mit der Stiftung "ArtSur"  die Druckerwerkstatt "La Sirena" in der Stadt Granada (Nicaragua).
Für die Städte Leganés und Los Llanos de Aridane hat er Großskulpturen angefertigt.

## Sammlungen und Museen
- Museo Reina Sofía, Madrid
- ICO-Sammlung
- Conde-Duque-Kulturzentrum, Madrid
- Rashid-Sammlung von Alexandria
- Nationalbibliothek, Madrid
- Marcelino Botín-Stiftung, Santander[1]
- Museum für zeitgenössische Kunst von Kairo
- Museum für zeitgenössische Kunst, Jaén
- Museum Bellas Artes, Granada
- Centro de Arte Faro de Cabo Mayor, Santander
- New York University
- Sammlung BBVA
- Sammlung Juan March, Madrid

## Auszeichnungen
- 1982 Grafikpreis "Carmen Arozena"[2]
- 1987 Silbermedaille auf der Grafik-Biennale in Ljubljana. Jugoslawien
- 1988 Goldmedaille auf der III. Biennale von Kairo, Ägypten
- 1994 Goldmedaille auf der I. Biennial of Alexandria, Ägypten
- 1996 Hommage an der Grafikmesse "Estampa"[3]
- 2008 "Staatspreis für Graphik"[4]